# Utivarachna ichneumon
Utivarachna ichneumon là một loài nhện trong họ Trachelidae.
Loài này thuộc chi Utivarachna. Utivarachna ichneumon được Christa L. Deeleman-Reinhold miêu tả năm 2001.